# Cycliste (vêtement)
Pour les articles homonymes, voir Cycliste.

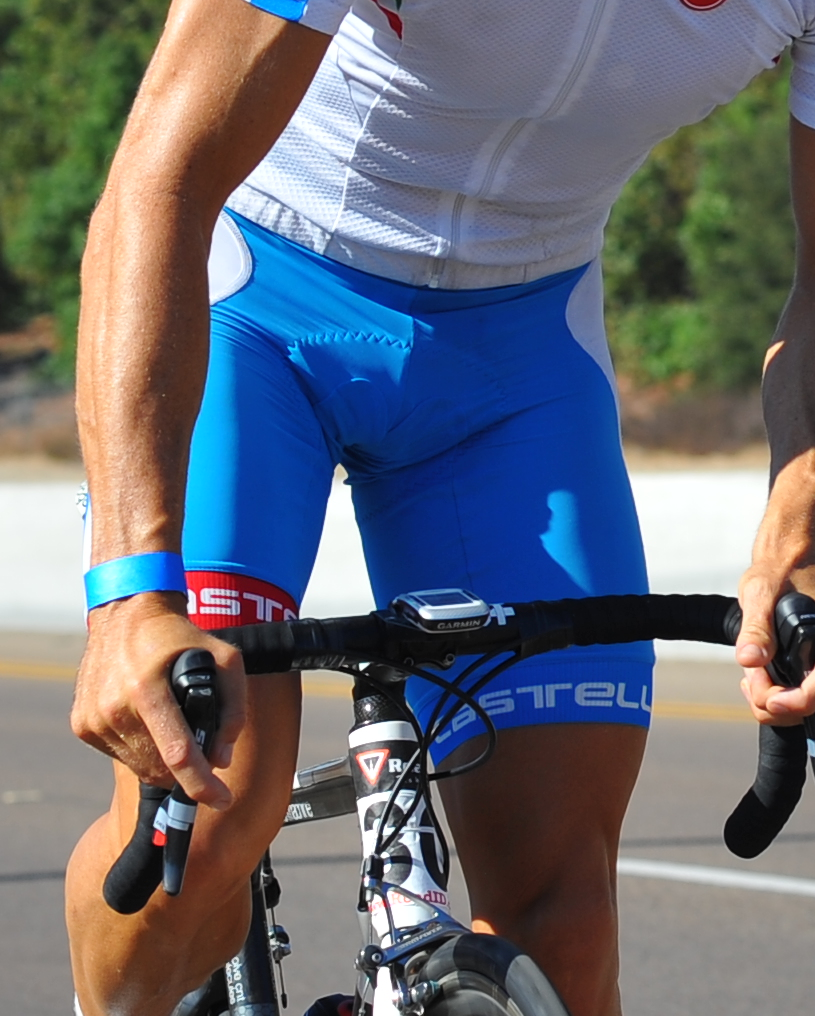

Un cycliste ou cuissard est un vêtement de type culotte longue, un short moulant arrivant au dessus du genou, destiné à l'origine à la pratique du vélo et conçu pour améliorer le confort et l'efficacité dans ce sport. Il est également utilisé comme habit du quotidien depuis les années 1980. 

## Dans le sport
Les shorts de cyclisme sont des shorts longs moulants spécialement conçus pour être portés par les cyclistes afin de réduire les frottements. Bien que souvent à taille élastique, un style alternatif populaire avec des bretelles intégrales, plus confortable à long terme, est appelé cuissard à bretelles. Ils sont conçus pour s'adapter à la posture d'un cycliste penché en position de course, coupés plus longs à l'arrière qu'à l'avant, pour garantir une couverture complète. Depuis les années 1980, ces vêtements sont de plus en plus adaptés pour tenir compte de la différence entre les corps masculins et féminins, car les shorts pour femmes nécessitent une mesure plus longue de la taille à l'entrejambe. La fabrication des cuissards de vélo a beaucoup évoluée vers une technicité toujours plus poussée du fait de l'emploi de nouveaux matériaux techniques[évasif]'[source secondaire nécessaire]. 

## Dans la mode
Depuis les années 1980, ce « short de vélo » est également porté comme vêtement de mode, bien que ces différentes versions ne possèdent pas de rembourrage interne ni la conception spécifique requis par les cyclistes. Il complète la tendance voyant les vêtements de fitness (en), tels les collants, portés au quotidien.
Short moulant long, il revient partiellement sur le devant durant la fin des années 2010, apparaissant entre autres sur Instagram et dans certaines collections des stylistes,,,. Il reste vers cette époque un élément d'un courant plus large appelé l'athleisure qui consiste à utiliser des vêtements de sport au quotidien,, et suit l’engouement du leggings. Il est largement décrié par les critiques de mode, cité comme une forme de laisser-aller, une sorte d'« anti-fashion ».